# Konstantin Apollonowitsch Korotejew

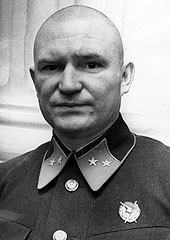
Konstantin Apollonowitsch Korotejew

Konstantin Apollonowitsch Korotejew (russisch Константин Аполлонович Коротеев, wiss. Transliteration Konstantin Apollonovič Koroteev; * 12.jul. / 25. Februar 1901greg.; † 4. Januar 1953) war als sowjetischer Generaloberst Oberbefehlshaber mehrerer Armeen.

## Leben

### Vor dem Zweiten Weltkrieg
Konstantin Korotejew wurde 1901 in der Oblast Charkiw geboren. Bereits als Fünfzehnjähriger kam er während des Ersten Weltkrieges als Hilfssoldat und Träger an die Südwestfront. Im Jahre 1918 trat er in die Rote Armee ein. Während des Bürgerkrieges befehligte er einen Zug und nahm an den Kämpfen bei Luhansk, Millerovo, Belaja Kalitwa, Zarizyn teil. Er war dann an der Zerschlagung der Weißen Armee im Ural beteiligt.
Nach dem Ende des Russischen Bürgerkrieges besuchte er den Saratower Maschinengewehr-Kurs für temporäre Kommandeure und absolvierte 1926 den taktischen Artilleriekurs Wystrel. Im Februar 1938 wurde er zum Kommandeur der 27. Schützendivision ernannt, die zu Kriegsbeginn im September 1939 bei der Kampagne im westlichen Belarus und während des russisch-finnischen Krieges eingesetzt wurde.

### Deutsch-Sowjetischer Krieg
Im März 1941 wurde er zum Kommandeur des 55. Schützenkorps ernannt. Zu Beginn des sogenannten Großen Vaterländischen Krieges im Juli kämpfte das 55. Korps im Verband der 18. Armee in der Schlacht am Pruth. Mitte August 1941 wurde das Korps der neu aufgestellten 37. Armee im Festungsbereich von Kiew zugeteilt. Durch die Kesselschlacht von Kiew dezimiert, wurde das Korps Mitte September aufgelöst. Korotejew wurde zum stellvertretenden Befehlshaber der 18. Armee und nahm an den Kämpfen von Tiraspol und Melitopol teil. Im Oktober 1941 wurde Generalmajor Korotejew dann Oberbefehlshaber der 12. Armee, die an der Verteidigung der Region von Dnepropetrowsk und Stalino beteiligt war. Während der Schlacht um Rostow November/Dezember 1941 zeichnete sich die 12. Armee durch offensive Operationen in Richtung Perwomaisk aus.
Von März bis August 1942 fungierte er als Stellvertretender Befehlshaber der Südfront. Am 2. August 1942 wurde er während des Unternehmen Edelweiß zum Kommandeur des 11. Garde-Schützenkorps bei der Transkaukasusfront ernannt, das während der Kämpfe um Malgobek am Terek verteidigte. Ab September 1942 übernahm er den Oberbefehl über die 9. Armee. Im Januar 1943 starteten seine Truppen die Gegenoffensive und befreiten die Städte Pjatigorsk, Newinnomyssk, Armawir, Slawjansk am Kuban von der deutschen Besatzung.
Im Februar 1943 führte er nochmalig die 18. Armee, dann im März die 9. Armee und ab Mai 1943 die 37. Armee auf der Halbinsel Taman. Im Juli 1943 übernahm er für die zwei letzten Kriegsjahre den Oberbefehl über die 52. Armee, welche bei der 2. und 1. Ukrainischen Front an den Operationen Korsun-Schewtshenko, Jassy-Kischinew, Weichsel-Oder und Niederschlesien beteiligt war. Bei Kriegsende kämpften seine Truppen Anfang Mai 1945 in der Prager Operation, welche den Krieg in der Tschechoslowakei beendete.
Für seine Verdienste wurde er am 6. Juni 1945 als Held der Sowjetunion ausgezeichnet.

### Nach dem Zweiten Weltkrieg
Im Jahr 1947 schloss er die Militärakademie des Generalstabs mit dem Examen ab und wurde im gleichen Jahr als Befehlshaber des Militärbezirks Trans-Baikal ernannt, ein Amt, das er bis 1951 bekleidete. Ab 1951 war er stellvertretender Befehlshaber des Militärbezirks Nordkaukasus.
Er starb im Januar 1953 und wurde auf dem Nowodewitschi-Friedhof in Moskau beigesetzt.

## Auszeichnungen
Beförderungen
- 1938: Oberst
- 4. November 1939: KomBrig
- 4. Juni 1940: Generalmajor
- 28. April 1943: Generalleutnant
- 13. September 1944: Generaloberst

- Held der Sowjetunion (6. April 1945)
- 3 × Leninorden
- 4 × Rotbannerorden
- Suworow-Orden I. Klasse
- 3 × Kutusoworden I. Klasse (1943, 1944, 1945)
- Bogdan-Chmelnizki-Orden I. Klasse

Auszeichnungen anderer Staaten
- Legion of Merit (Commander, USA, 1945)